# Sheraton Huzhou Hot Spring Resort
Sheraton Huzhou Hot Spring Resort es un hotel y resort de lujo ubicado en Huzhou, China . Tiene apodos como "Hotel Horseshoe" y "Hotel Donut" debido a su forma geométrica Torus. El hotel en forma de herradura, estructura de 27 pisos se encuentra en el lago Tai entre Nanjing y Shanghái. El resort de 4½ estrellas cuenta con 321 habitaciones, 37 residencias vacacionales, 40 suites, una suite presidencial, estacionamiento, gimnasio y centro de bienestar, cuatro restaurantes, una cafetería, una piscina para niños y terrazas en las habitaciones. Su diseño fue creado por el arquitecto Yansong Ma y construido por el Grupo Shanghái Feizhou. Es una franquicia de Sheraton Hotels and Resorts . Fue terminado en 2013 y fue galardonado con el tercer lugar de los premios Emporis Skyscraper Awards.